# Raitis Grafs
Raitis Grafs, né le 12 juin 1981, à Riga, en République socialiste soviétique de Lettonie, est un joueur letton de basket-ball. Il évolue au poste de pivot.

## Palmarès
- Championnat de Lettonie :
  - Vainqueur : 2006, 2007.
- Coupe de Pologne :
  - Vainqueur : 2005.